# 鐵達尼號海事紀念法
1986年泰坦尼克号海事纪念法是一部美國國會法案，其中规定了泰坦尼克号残骸为国际海事纪念物，并对残骸的研究、探索以及打捞行为进行了规范。
该法案在第99届美国国会上获得通过，1986年10月26日，正式签署实行。

## 背景
在1985年的一份报告中，美国国会表示了对泰坦尼克号可能遭致打捞者潜在破坏的担忧。报告指出：
1. 「远洋班轮泰坦尼克号应当被定为国际海事纪念物，以缅怀那些在船上那些遇难的人们。1912年4月14日，泰坦尼克号在其首航中撞上冰山而沉没。」
2. 「最近于海面以下超过一万两千英尺深的地方发现了泰坦尼克号，这展示了海洋科学与工程的实际应用。」
3. 「泰坦尼克号于北大西洋深海中寒冷、缺氧的环境中保存完好，这不但具有重要的国内和国际文化历史意义，而且值得对其进行适当的国际保护。」
4. 「泰坦尼克号为深海科研及探索提供了良好的机会。」

## 批准过程
1985年9月11日，北卡罗来纳州民主党众议院议员华尔特·B·琼斯对法案HR 3272的提交进行了监督。10月29日，美国众议院商船和渔业委员会就其展开辩论。但在听证之后，他们发现美国对泰坦尼克号残骸所在地点并没有管辖权。即便是地理位置距其最近的加拿大，也因残骸位于公海而无权管辖。
1986年2月5日，琼斯又向参议院递交了一份相似的提案，提议在达成国际协议之前，不允许任何人私自改变、打扰或打捞残骸。10月21日，美国总统罗纳德·里根签署了这项众议院法案，即《泰坦尼克号海事纪念法》。该法案旨在「推进残骸成为海事纪念物，以缅怀沉没事故中的丧生者，促进达成保护残骸的国际协定，制定国际公认的研究与勘探准则，并酌情进行打捞活动。」
在签署这项法令时，里根发表了如下讲话：
|  | 尽管我支持这项法案的宗旨，但是对其中的两条仍有疑议。5（a）一项指令国家海洋和大气管理局局长与外国进行磋商；6（a）中指示国务卿与别国进行谈判。如果只从字面上解释，这些条款违背了宪法赋予我行使对外关系的权力。为避免出现这种难题，使用这些规定时必须酌情而定。当然，与有关国家就泰坦尼克号所进行的谈判，取决于它们是否愿意支持这一法案中所倡导的国际协定和准则。我会邀请有兴趣的国家加入我们的行列之中，来共同努力。 |

法案通过之后，美国国务院与英国、法国、加拿大以及其他相关国家达成了协议，并开始在国际范围内推行1986年法案，是为《关于沉船泰坦尼克号的协议》。然而该协议在法国与加拿大未获得批准，尽管其只需两个国家签字就足以生效，但直到2003年11月6日，英国才批准了该协议，随后，美国在2004年6月18日签署了协议。